# Real Maestranza de Sevilha
A Real Maestranza de Sevilha (em português: Real Mestrança de Sevilha) é a uma praça de toiros situada na cidade de Sevilha, em Espanha. Construída no século XVIII, é a praça de toiros mais antiga e de maior tradição de Espanha, sendo apelidada popularmente como Catedral do Toureio. É propriedade da Real Maestranza de Caballería de Sevilla, uma corporação nobiliárquica que integra cavaleiros provenientes das antigas famílias nobres de Sevilha. 
Denominada oficialmente Praça de Toiros da Real Maestranza de Caballería de Sevilla, acolhe anualmente diversos espectáculos tauromáquicos, destacando-se os organizados durante a Feira de Abril.
Embora por efeito óptico pareça circular, na verdade a praça é ovalada, sendo actualmente uma das raras praças no mundo que ainda conservam esta forma atípica.  

## História

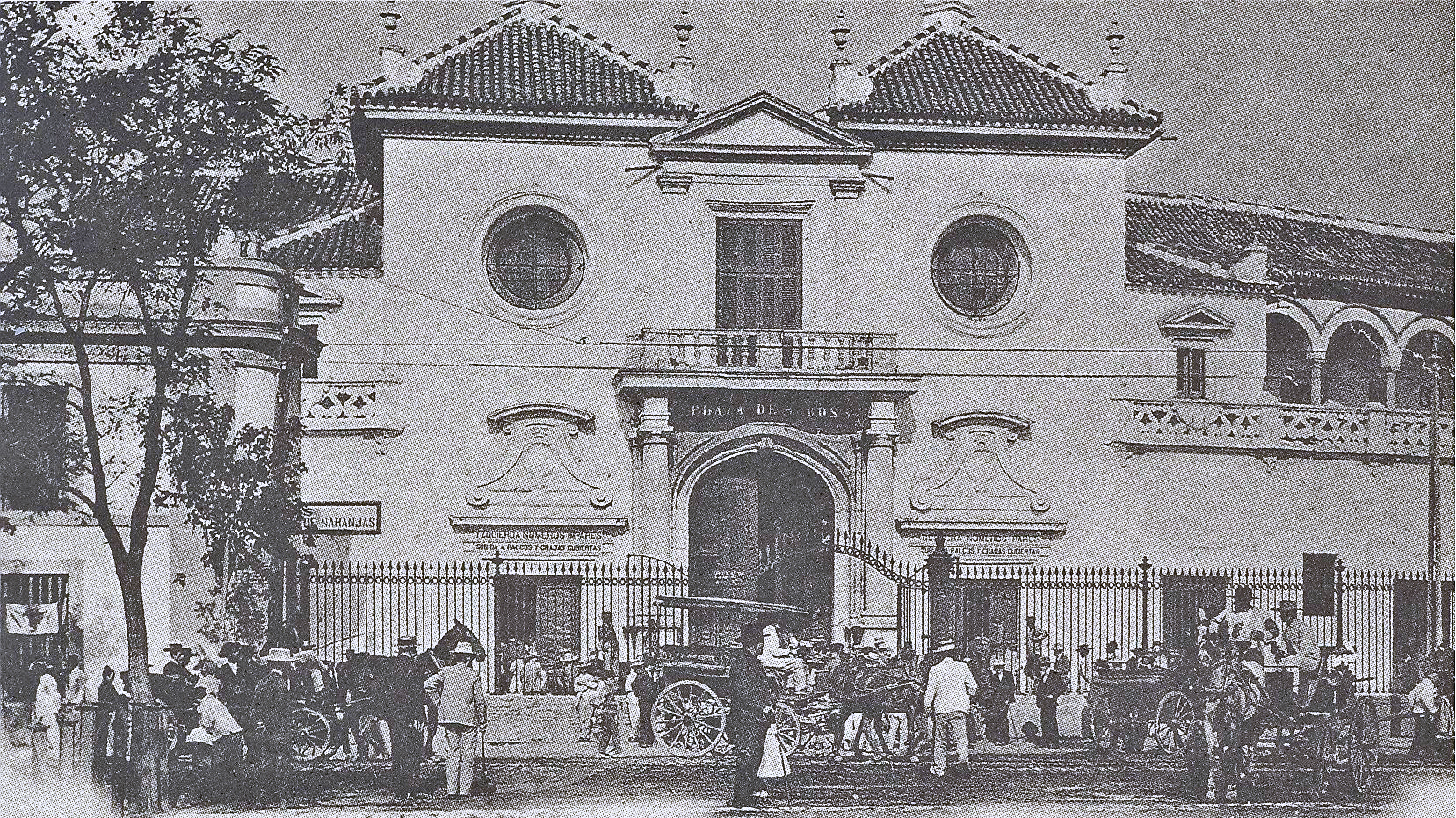
Vista da Real Maestranza de Sevilha no ano de 1895

Em 1760 começou a construção de uma Praça circular no Monte Baratillo em substituição da anterior Praça rectangular de madeira situada no mesmo local. Mais tarde, em 1761, inicia-se a construção por ochavas (sendo cada ochava equivalente a quatro arcos), sendo a obra liderada por Francisco Sanchez de Aragão e Vicente de San Martin. A fachada interior da Praça, do chamado Camarote do Príncipe, é concluído em 1765. Este camarote consiste de dois corpos: a porta principal de entrada para a Praça, por onde saem em ombros os toureiros triunfadores, e o camarote propriamente dito, de uso exclusivo da Família Real. É constituído no topo por quatro arcos sobre os quais repousa uma meia abóbada que no seu interior é coberta por azulejos azuis e brancos, sendo da autoria do escultor português Caetano de Acosta o grupo escultórico que remata a obra. O Camarote foi denominado oficialmente de Camarote do Príncipe em honra de Felipe de Borbón, Infante de Espanha, filho de do rei Filipe V e Isabel Farnésio.
Com a proibição das corridas de toiros decretada por Carlos III em 1786 as obras foram suspensas. Deste tempo data a construção do Camarote da Deputação, posteriormente chamado de Camarote dos Ganaderos, situado sobre a porte dos curros e em frente ao Camarote do Príncipe.  
A cobertura de metade das galerias da Praça termina após 34 anos de obras, à esquerda e direita do Camarote do Príncipe, com vista sobre a Catedral e a Giralda como ficou retratado em variadas pinturas da época.
Em 1868 o Camarote da Deputação estava em mau estado de conservação, sendo iniciadas obras de restauro, com colocação de novo soalho e uma balaustrada de mármore e, também, do escudo da Real Maestranza de Cavalaria, obra o escultor italiano Augusto Franchy. São concluídos também mais cinco camarotes de cada lado do Camarote da Deputação, onde actualmente se encontra o relógio da Praça.
Em 1881 a cobertura das galerias é concluída.
De 1914 a 1915 as bancadas em pedra são substituídas por outras em ladrilho, sob a direcção do arquitecto sevilhano Aníbal González. A inclinação das bancadas ficou mais suave e o número de filas foi aumentado: além de 3 filas de barreira, as bancadas de sombra passaram de 10 para 12 filas e as de Sol de 10 para 14 filas.

## Dependências

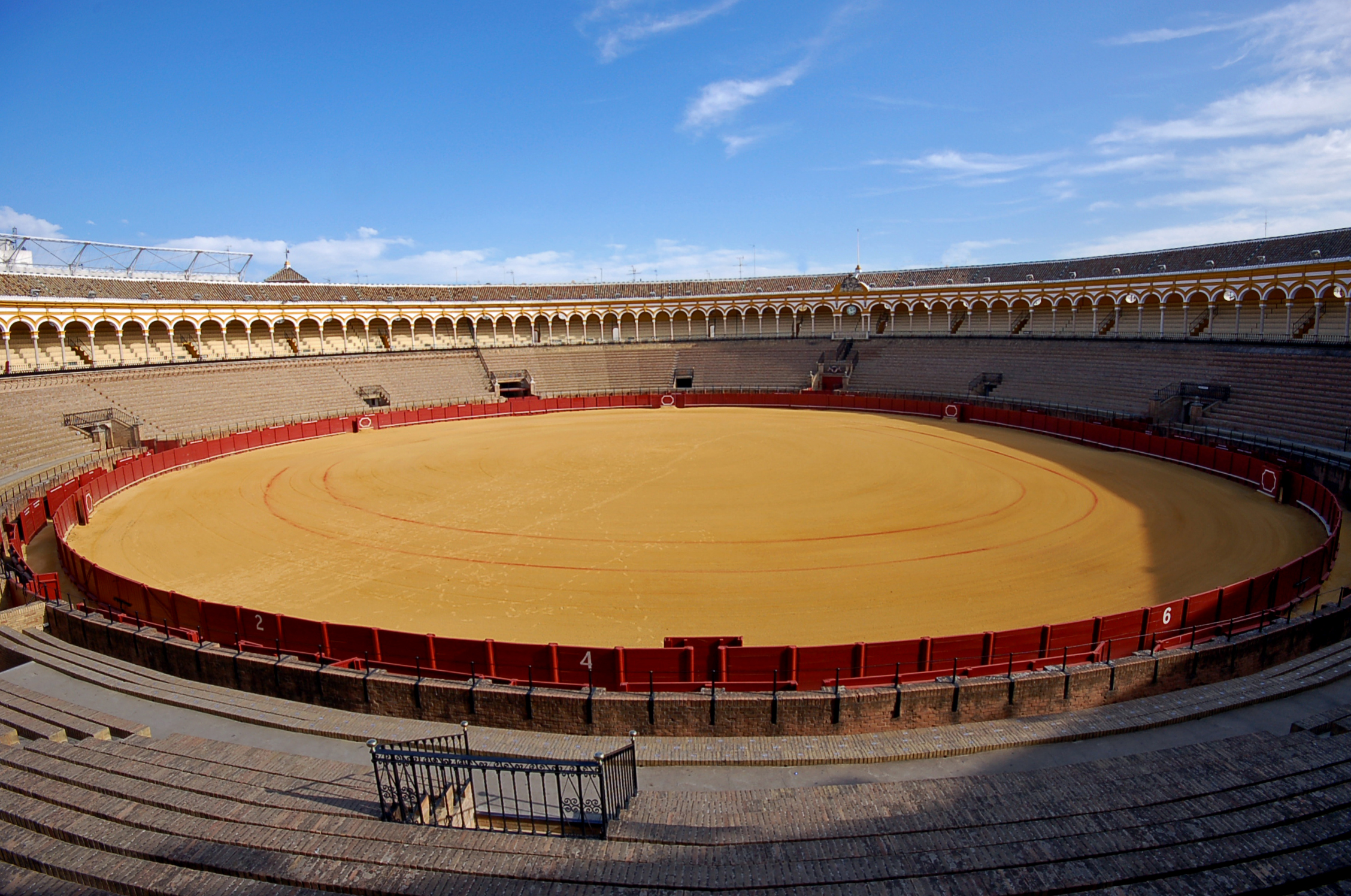
Vista geral do interior

A Praça, administrativamente de 1ª Categoria, consta também de Capela, enfermaria, cuadras e curros. Das suas três portas de acesso a mais famosa é a Porta do Príncipe, por onde saem em ombros os toureiros premiados com o corte de pelo menos 3 orelhas (nas restantes Praças, incluindo a de Madrid, bastam 2 orelhas).
A Praça está dividida em 12 sectores: quatro de Sol (8-10-11-12), cinco de sombra (1-3-5 e 2-4) e Sol/sombra (6-9). Cada sector subdivide-se verticalmente em barreira (3 filas), bancada (12 filas na sombra e 14 filas no Sol), camarotes e galerias (cobertas). Os sectores ímpares encentram-se à esquerda do Camarote Real (sobre a Porta do Príncipe) que preside à Praça e os sectores pares à direita. Sob as bancadas encontra-se um arcada de traça irregular, composta por 118 arcos. O arco em que encontra o denominado Camarote do Relógio, sob a porta dos curros, está assente em dois pares de colunas e é rematado por um frontão curvo de pedra. Em 2008 iniciou-se o restauro das galerias de sombra. 
A capacidade da Praça é actualmente de 12 538 lugares.

## Museu Taurino
Nas imediações da Praça encontram-se estátuas dedicadas aos toureiros sevilhanos que mais triunfaram em Sevilha, destacando-se a dedicada em ao toureio Curro Romero.
O Museu Taurino da Real Maestranza de Cavalaria foi inaugurado em 1989. O visitante pode aí percorrer a História da tauromaquia através de una colecção pictórica, cartéis taurinos, trajes de toureio, bem como esculturas, destacando-se as obras de Mariano Benlliure, e bustos de toureiros lendários como Curro Cúchares, Pepe-Hillo ou El Espartero.